# Zeoliarus atkinsoni
Zeoliarus atkinsoni är en insektsart som först beskrevs av Myers 1924.  Zeoliarus atkinsoni ingår i släktet Zeoliarus och familjen kilstritar. Inga underarter finns listade i Catalogue of Life.